# South Laurel
 (juillet 2025).
South Laurel est une census-designated place située dans le comté du Prince George, dans l’État du Maryland, aux États-Unis. Lors du recensement de 2020, elle comptait 29 602 habitants.